# Duomo di Capua

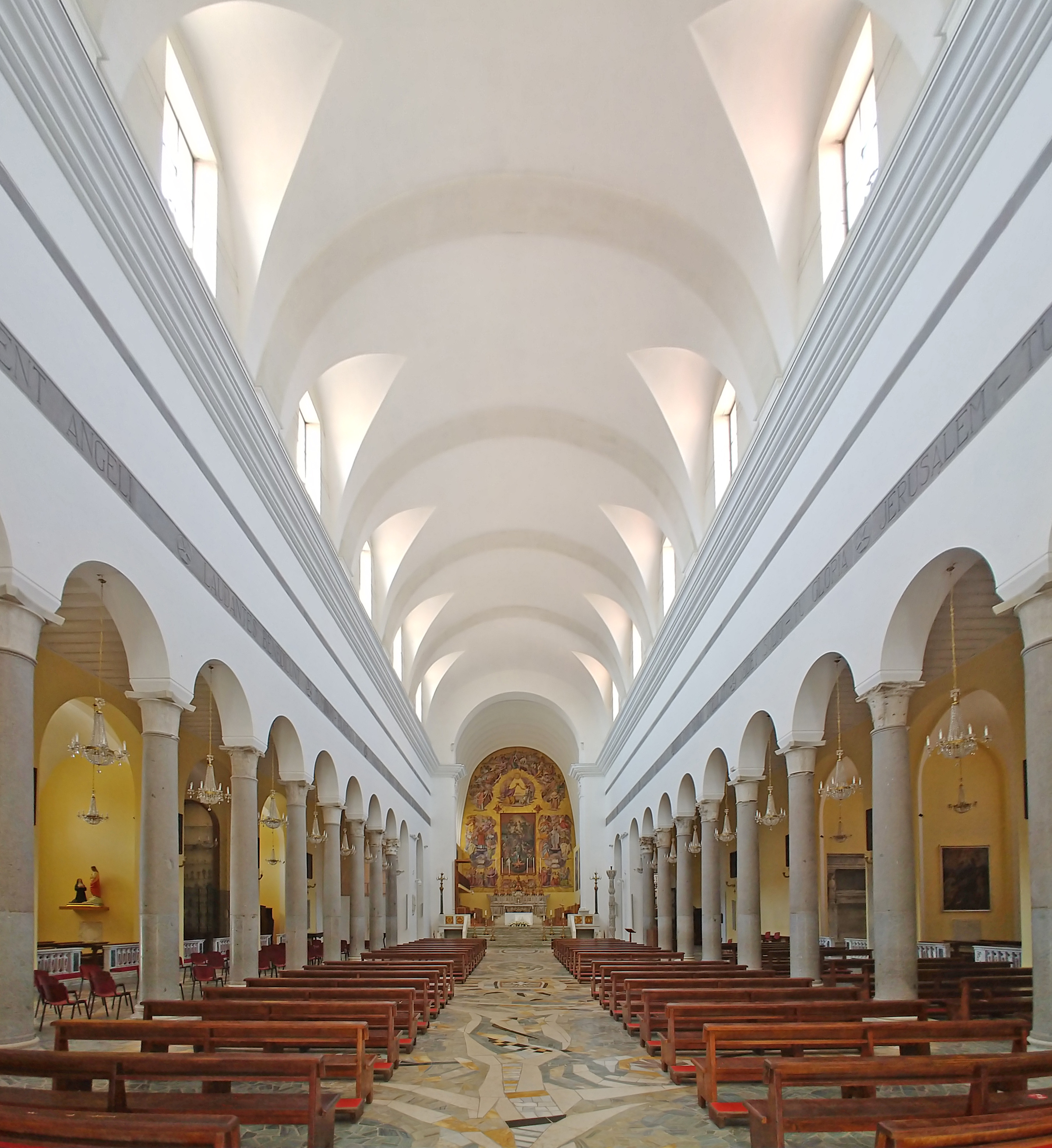
Interno

La cattedrale di Santa Maria Assunta è il principale luogo di culto cattolico di Capua, sede vescovile dell'omonima arcidiocesi e monumento nazionale italiano.

## Storia
La tradizione attribuisce l'edificazione del duomo al vescovo Landulfo nell'856, ma venne ricostruito dapprima nel X secolo e poi, ad opera dell'arcivescovo Erveo (1072–1086), verso la fine dell'XI secolo; questi aggiunse il porticato d'ingresso, ampliato in seguito nel Quattrocento, e ristrutturò notevolmente l'annesso palazzo vescovile. Nel corso del Settecento l'intero complesso venne ristrutturato radicalmente; ancora tra il 1854 ed il 1857, durante l'episcopato di Giuseppe Cosenza, l'architetto Federico Travaglini rinnovò la chiesa, che venne quasi completamente rasa al suolo durante i bombardamenti del 1943: fu ricostruita tra il 1949 ed il 1957. Nel 1992, all'interno della cappella del Corpo di Cristo, venne inaugurato il Museo diocesano di Capua, ove sono conservate opere pittoriche e scultoree provenienti da varie chiese cittadine. Dal 1827 ha il rango di basilica minore.

## Descrizione
La cattedrale ha una pianta a croce latina a tre navate suddivise da 24 colonne di granito. È preceduta da un quadriportico con 16 colonne, uno dei pochi resti dell'antico edificio dopo i bombardamenti della seconda guerra mondiale: esso è in stile barocco ed è sorretto da colonne d'epoca romana. Altro resto dell'antica cattedrale è la torre campanaria, fatta edificare nella seconda metà del IX secolo dal vescovo Landone: in essa sono visibili vestigia della romanità classica, tra cui alcuni bassorilievi provenienti, forse, dall'anfiteatro di Santa Maria Capua Vetere.
All'interno, tra le maggiore opere artistiche, sono da menzionare alcuni manufatti, che è tutto ciò che resta delle decorazioni che si sono susseguite nel corso dei secoli:
- il candelabro del cero pasquale risalente all'XI secolo, con immagini scolpite nel marmo e decorato con intarsi policromi;
- un Cristo morente di Matteo Bottiglieri (1724);
- la base marmorea del fonte battesimale (X secolo), nelle quattro facce del quale sono scolpiti i simboli dei quattro evangelisti;
- due leoni marmorei che, forse, dovevano sorreggere un ambone medievale;
- nella cripta, sorretta da diverse colonne di granito, alcuni interessanti capitelli decorati con animali e figure mostruose, ed un arciere in atto di scoccare la freccia;
- due monumenti funebri del XIV e XV secolo, di cui uno riutilizza un sarcofago romano del IV secolo.
- la grande tela con l'Assunzione realizzata da Francesco Solimena (anni 1730), situata al centro della parete di fondo dell'abside e incorniciata dalla Santissima Trinità con cori di angeli e santi di Paolo Rivetta (1961); di quest'ultimo autore sono anche i tre dipinti coevi sulla destra del coro, raffiguranti Scene della vita di Gesù.

## Immagini della cattedrale

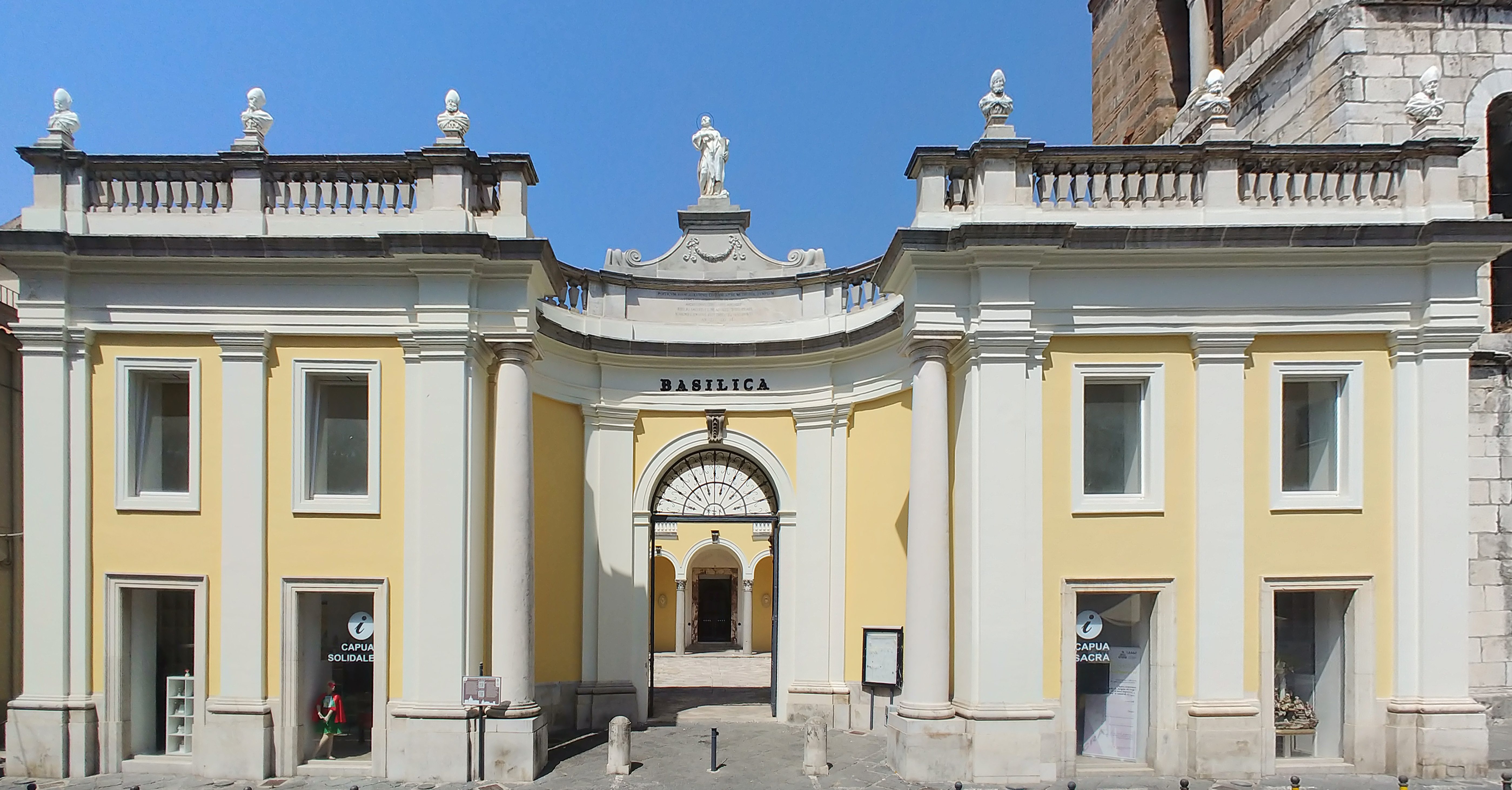
Facciata esterna
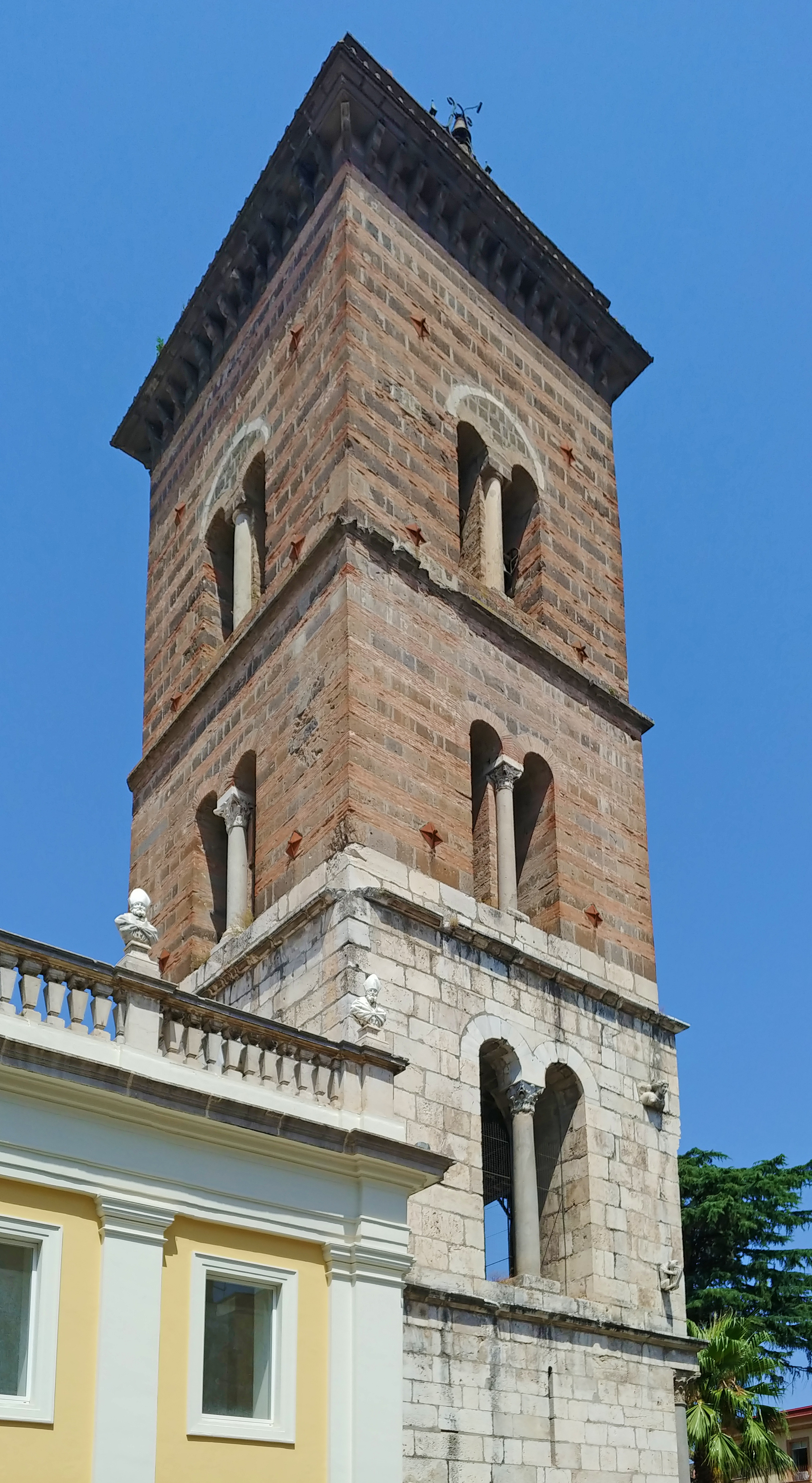
Campanile
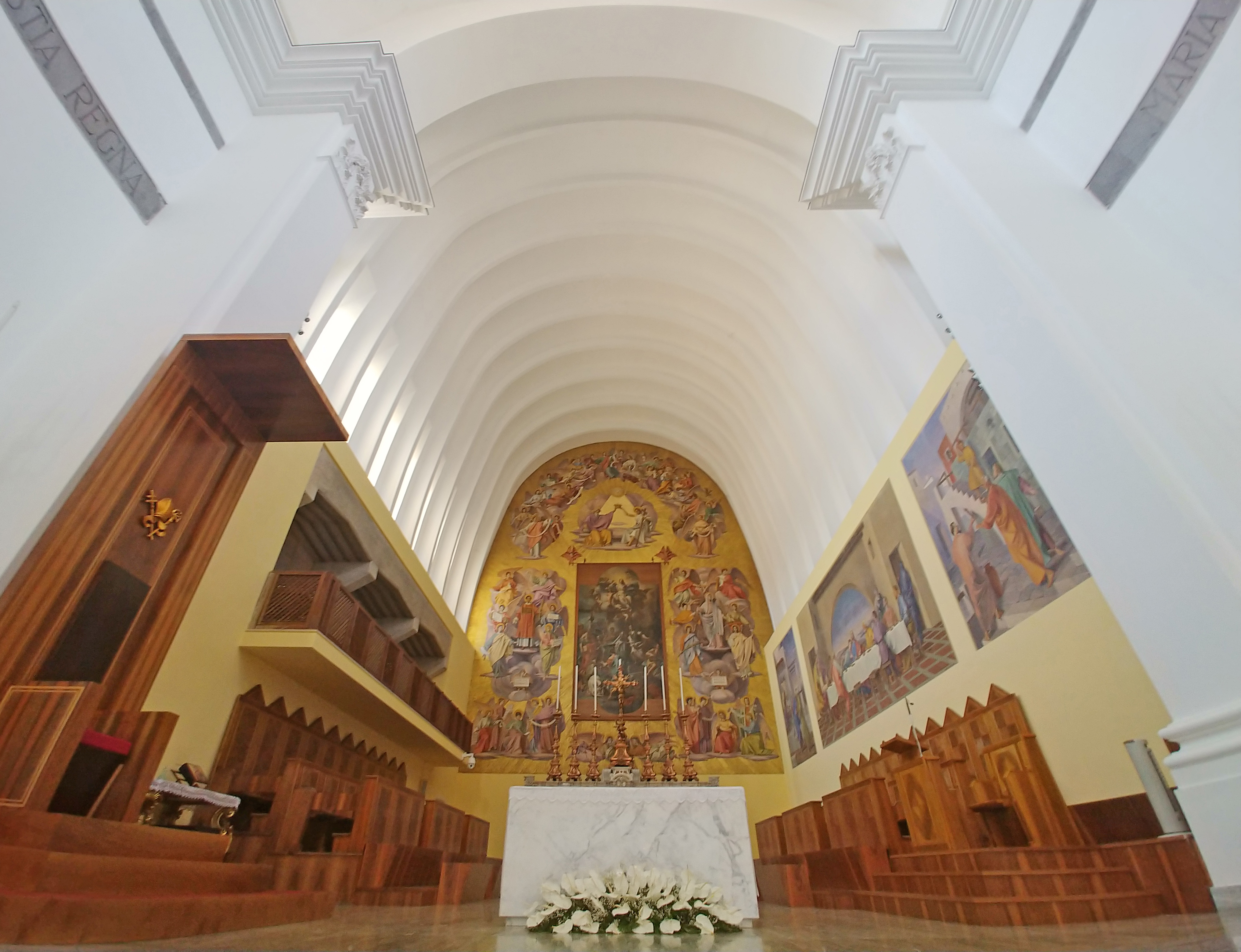
Abside e presbiterio
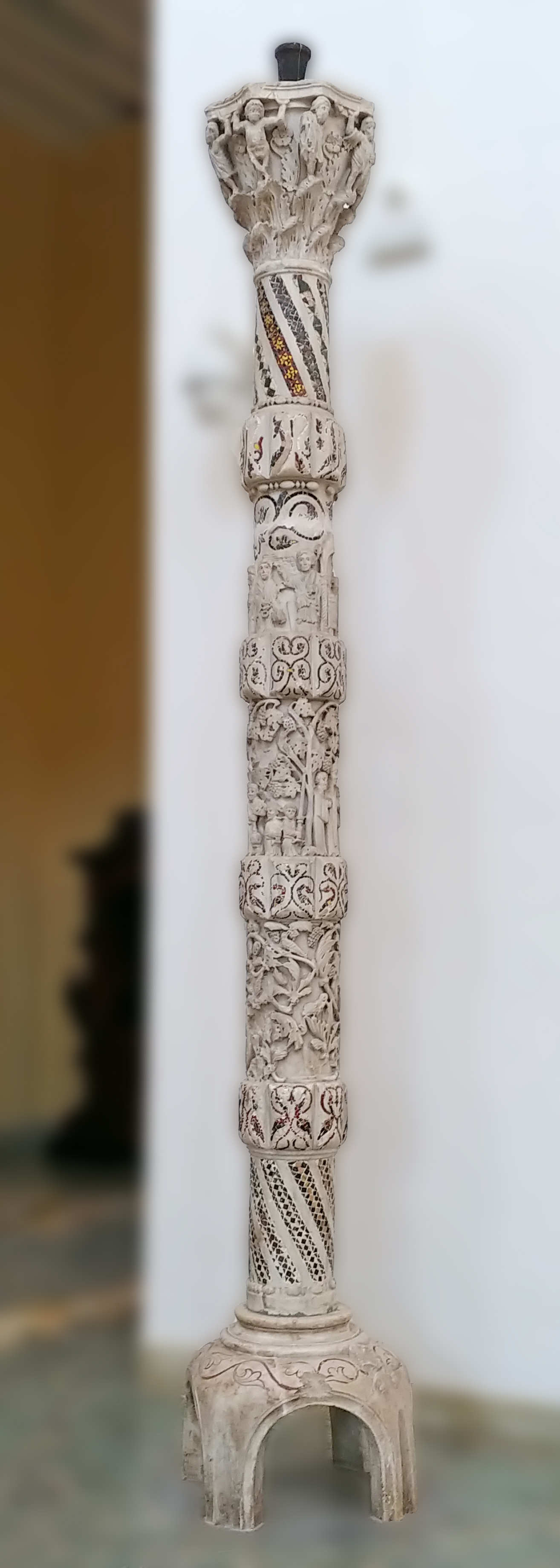
Candelabro del cero pasquale
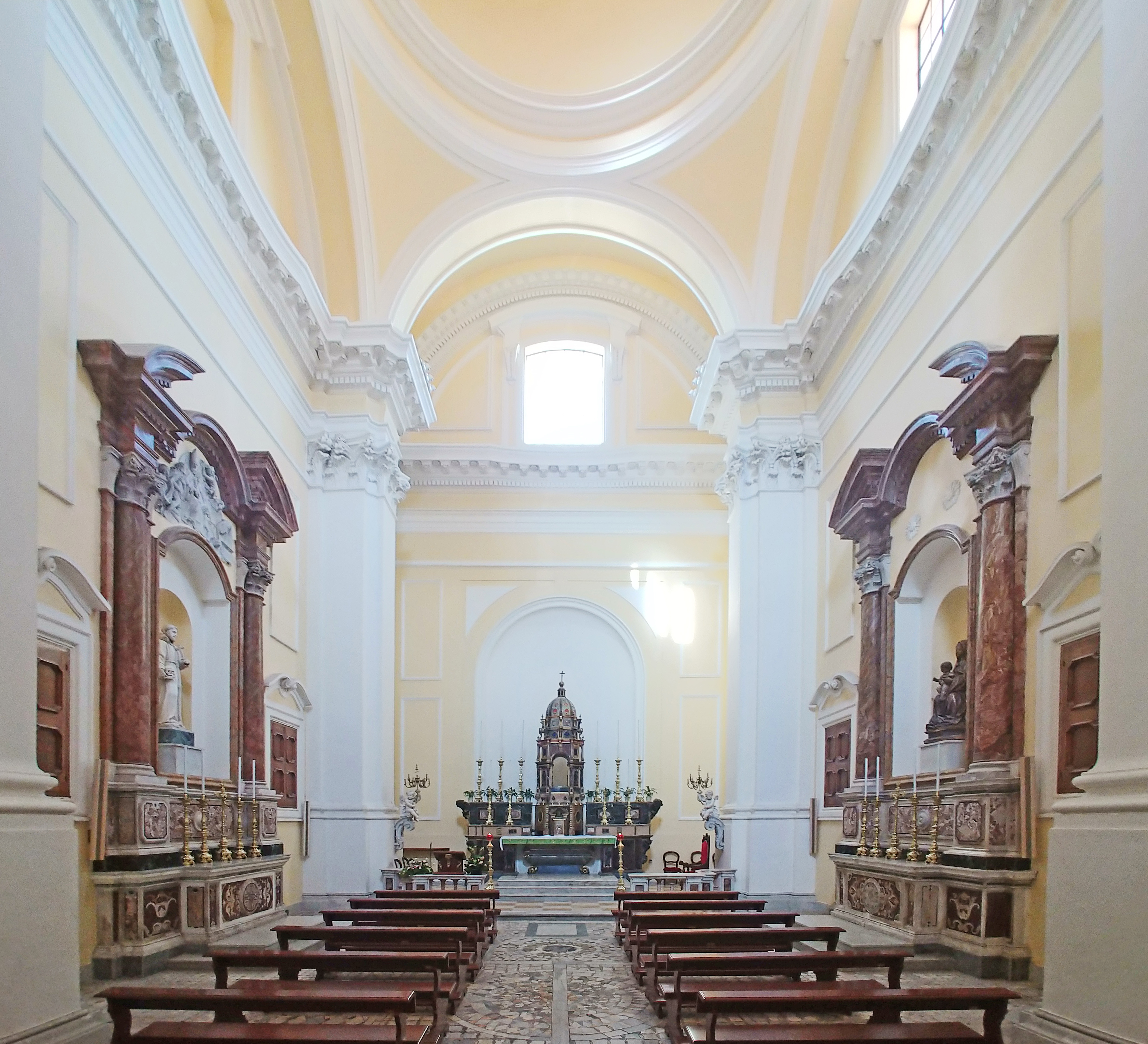
Cappella del Santissimo Sacramento
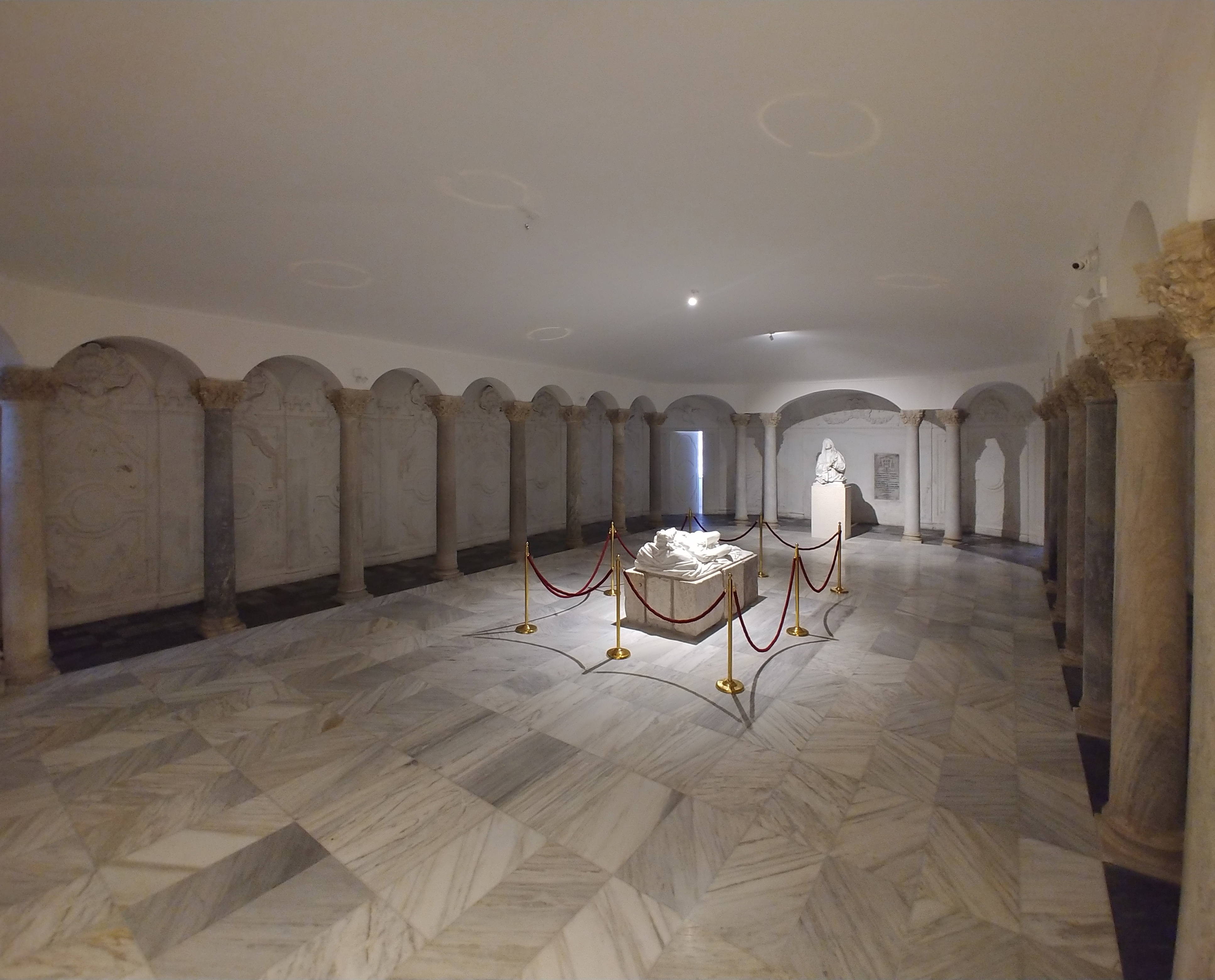
Cripta
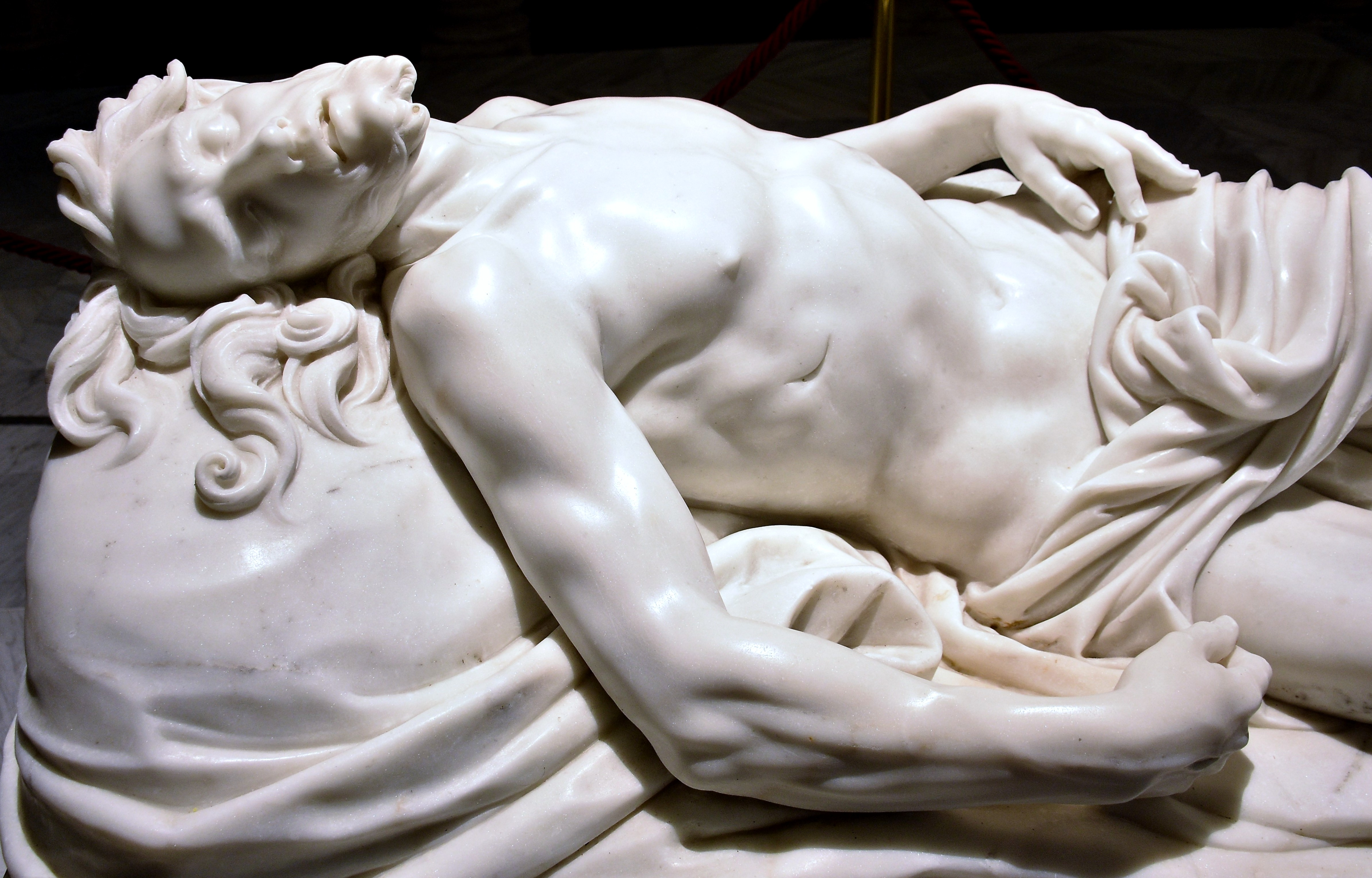
Cristo morente di Matteo Bottiglieri